# Wilhelm Scholz
Pour les articles homonymes, voir Scholz.
Wilhelm Scholz, né le 23 janvier 1824 à Berlin et mort le 20 juin 1893 dans la même ville, est un peintre, dessinateur et caricaturiste allemand.

## Biographie
Élève de Karl Wilhelm Wach (1787-1845), il abandonne de bonne heure la peinture pour le dessin. Il est engagé en 1848 par Heinrich Albert Hofmann (de) pour l'illustration du Kladderadatsch, journal satirique, qui vient d'être fondé. Ses caricatures de Bismarck et de Napoléon III consacrent sa notoriété.

## Caricatures (sélection)

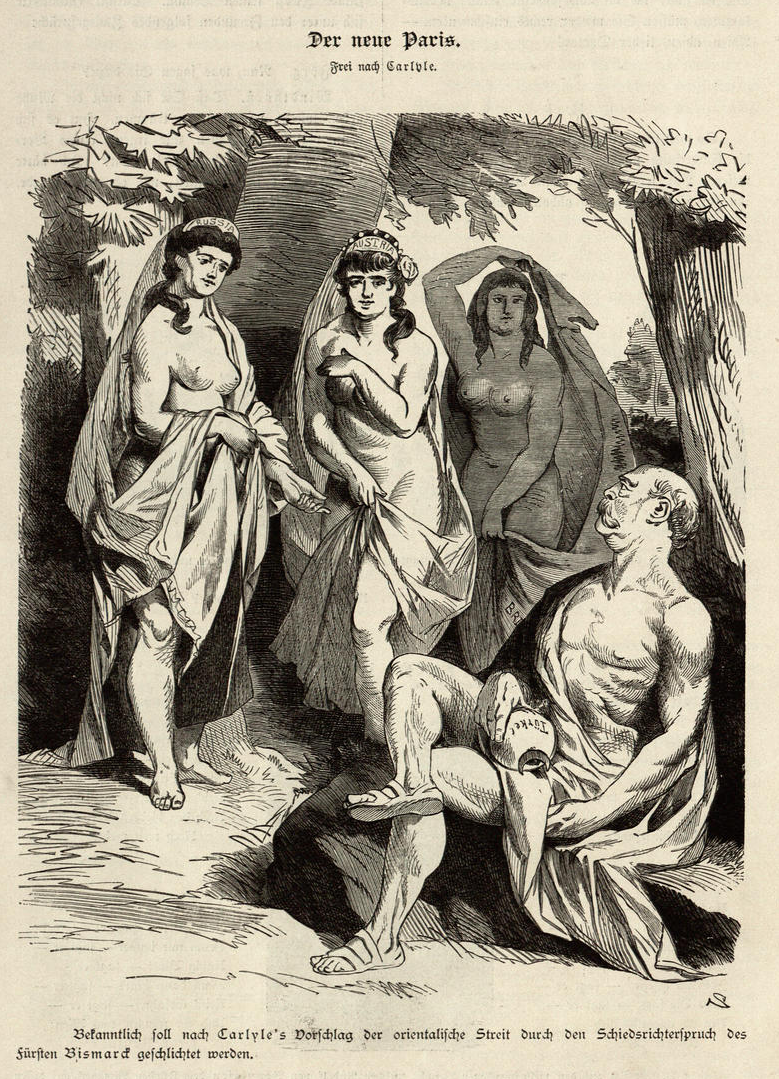
« Le nouveau Paris » (Kladderadatsch, 1876)
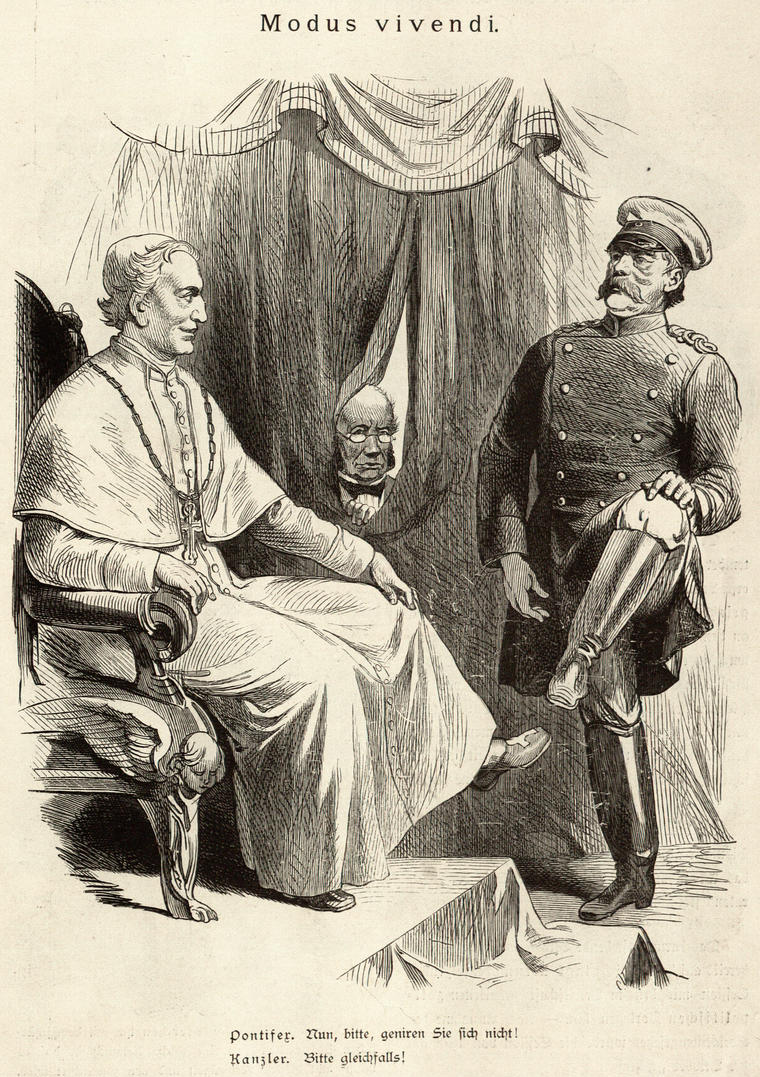
« Modus vivendi » (Kladderadatsch, 31 août 1878[2])
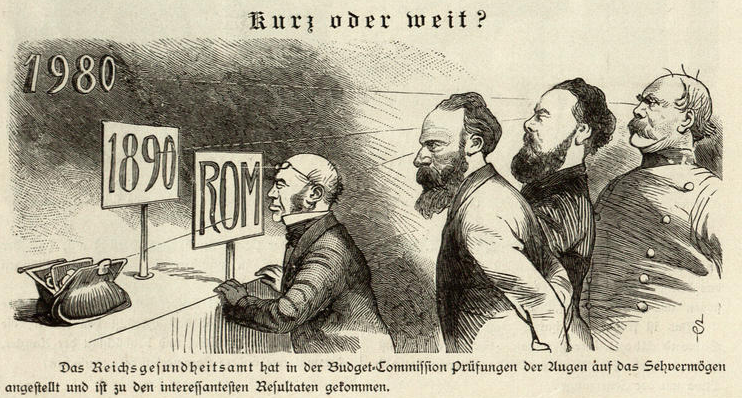
« Court ou long? » (Kladderadatsch, 1884)
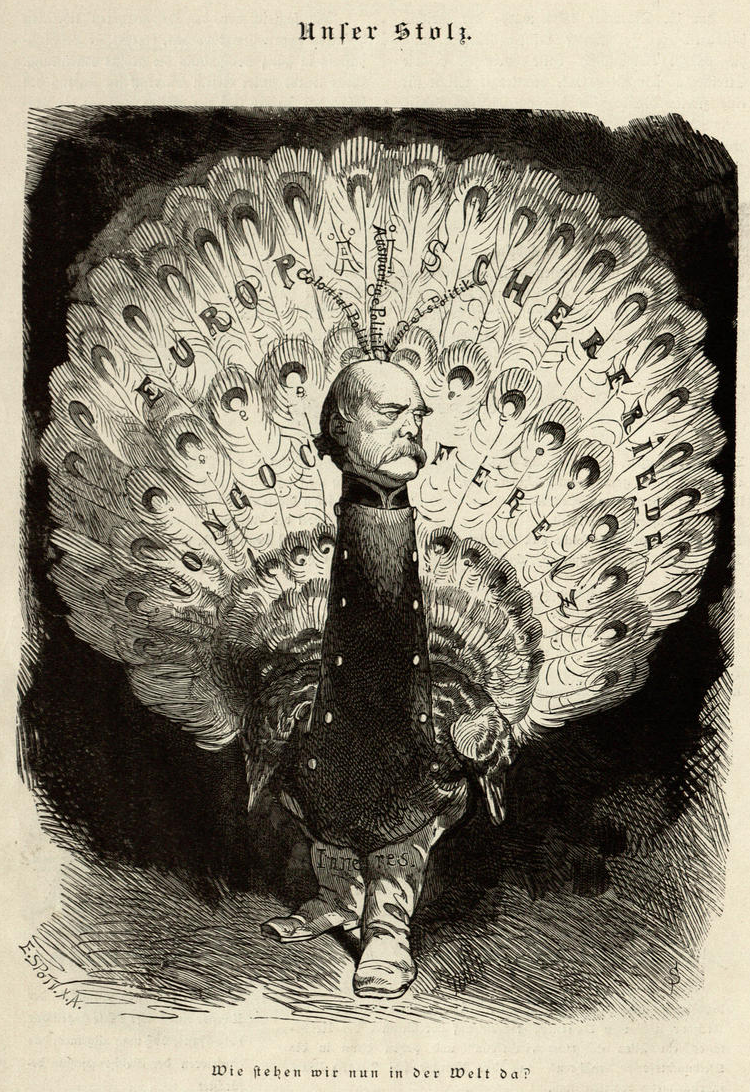
« Notre fierté » (Kladderadatsch, 1884)
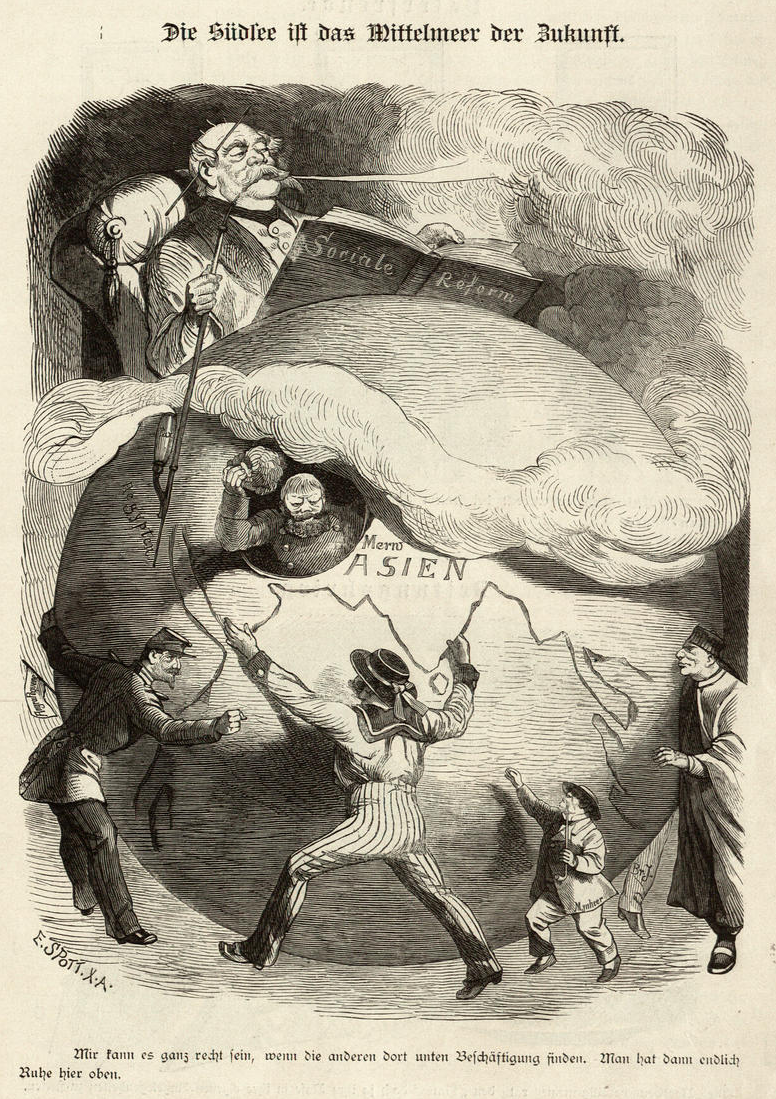
« La mer du Sud est la Méditerranée du futur » (Kladderadatsch, 1884)

## Sources
- Bismarck-Album du Kladderadatsch. Avec trois cents dessins de Wilhelm Scholz et quatre facsimilé de lettres du Chancelier. Berlin 91890. Online-Edition
- Notices d'autorité :   - VIAF
  - ISNI
  - LCCN
  - GND
  - Pays-Bas
  - Pologne
  - Israël
  - NUKAT
  - Suède
  - Australie
  - Tchéquie
  - Lettonie
  - WorldCat